# Königsegger WalderBräu
Die Königsegger WalderBräu AG besteht als Brauerei unter wechselnden Namen seit 1822. Seit dem 1. April 2003 wird die Brauerei in der Rechtsform einer Aktiengesellschaft mit dem heutigen Firmennamen geführt.

## Geschichte
Um 1900 wurde die Gräflich Königsegg’sche Brauerei in Königseggwald von Fridolin Härle übernommen, einem jüngeren Bruder von Clemens Härle. Seither firmierte sie als „Härle-Brauerei KG Königseggwald“.
Unter Fridolin Härles Urenkel, dem Braumeister Martin Härle, kam die Familienbrauerei um 2002 in wirtschaftliche Bedrängnis. Es bildete sich eine Bürgerinitiative aus Königseggwalder Bürgern und Bierliebhabern aus der weiteren Region. Durch die Gründung einer AG konnten 2003 Braustätte und Mälzerei vor der Schließung bewahrt werden.

## Die Brauerei
Die Brauerei wurde 2003 in Königsegger WalderBräu AG umbenannt und seither umfassend modernisiert. Alle Aktien haben einen Nennwert von 500 Euro, die Anzahl der Aktien pro Aktionär ist auf 50 Stück beschränkt (in Form vinkulierter Namensaktien). Die Dividende wird in Bier ausbezahlt.
Der jährliche Ausstoß der Brauerei beläuft sich auf 9000 Hektoliter Bier und 6000 Hektoliter alkoholfreie Getränke. Erklärtes Ziel ist der Erhalt heimischer Braukultur und traditioneller Brauverfahren. Für verschiedene Biersorten erhielt die Brauerei in den Jahren 2005 bis 2008 Goldene DLG-Preise.

## Sortiment (Auswahl)
- Walderbräu Spezial
- Walderbräu Edelpils
- Walderbräu Festbier
- Walderbräu Green Mamba